# ژان لوک دومپه
ژان لوک دومپه (انگلیسی: Jean-Luc Dompé؛ زادهٔ ۱۲ اوت ۱۹۹۵) بازیکن فوتبال اهل فرانسه است.
از باشگاه‌هایی که در آن بازی کرده‌است می‌توان به باشگاه فوتبال خنت، باشگاه فوتبال والنسین، باشگاه ورزشی آمیان، باشگاه فوتبال استاندارد لیژ، باشگاه فوتبال اوپن، باشگاه فوتبال سنت ترویدنس، و باشگاه فوتبال زولته وارخم اشاره کرد.
وی همچنین در تیم ملی فوتبال زیر ۲۰ سال فرانسه بازی کرده‌است.